# Sacra Famiglia di Nazareth a Centocelle (titolo cardinalizio)
Sacra Famiglia di Nazareth a Centocelle (in latino Titulus Sanctae Familiae Nazarethanae ad Centumcellas) è un titolo cardinalizio istituito da papa Francesco il 7 dicembre 2024.
Il titolo insiste sulla chiesa della Sacra Famiglia di Nazareth, nel quartiere Prenestino-Centocelle, sede parrocchiale istituita l'8 giugno 1962.
Dal 7 dicembre 2024 il primo titolare è il cardinale ecuadoriano Luis Gerardo Cabrera Herrera, O.F.M., arcivescovo metropolita di Guayaquil.

## Titolari
- Luis Gerardo Cabrera Herrera, O.F.M., dal 7 dicembre 2024